# Cinquanta-vuit
El cinquanta-vuit és un nombre natural que segueix el cinquanta-set i precedeix el cinquanta-nou. S'escriu 58 o LVIII segons el sistema de numeració emprat.
Ocurrències del cinquanta-vuit:
- Designa l'any 58 i el 58 aC
- És el codi telefònic internacional de Veneçuela.
- És la suma dels set primers nombres primers: 2 + 3 + 5 + 7 + 11 + 13 + 17 = 58.
- És el nombre atòmic de l'element químic Ceri
- És el quart nombre de Smith